# Coleophora heratella
Coleophora heratella é uma espécie de mariposa do gênero Coleophora pertencente à família Coleophoridae.